# Netherton (Worcestershire)
Pour les articles homonymes, voir Netherton.
Netherton est une localité anglaise située dans le comté du Worcestershire.